# Hajdu János (fizikus)
Hajdu János (Budapest, 1934. december 21. –) németországi magyar fizikus, professzor emeritus, a Budapesti Műszaki és Gazdaságtudományi Egyetem címzetes egyetemi tanára. A Magyar Tudományos Akadémia külső tagja 2004 óta.

## Életpályája
Az 1953-ban megkezdett fizikai tanulmányait Németországban fejezte be. 1953–1956 között fizikát tanult Budapesten. 1956-ban elhagyta az országot. 1956–1959 között Göttingenben tanult fizikát. 1961-től Göttingenben tudományos asszisztens volt. 1962-ben, Torontoban posztdoktori ösztöndíjas volt. 1965-ben habilitált Göttingenben. 1966-ban a fizika doktora lett Göttingenben. 1966-ban Genovában meghívott előadó volt. 1967–1968 között az elméleti fizika docense volt Kölnben. 1969–1970 között tudományos tanácsadó és az elméleti fizika professzora volt. 1971–2000 között az elméleti fizika professzora volt. 2004-ben lett a Magyar Tudományos Akadémia külső tagja.